# Casa Ennis
La Casa Ennis es una residencia situada en Los Ángeles, California (Estados Unidos). Fue diseñada por Frank Lloyd Wright para Charles y Mabel Ennis en 1923 y fue construida en 1924.
Después de La Miniatura en Pasadena, y las Casas Storer y Freeman en Hollywood Hills de Los Ángeles, la estructura es el cuarto y más grande de los diseños de bloques textiles de Wright, construido principalmente con bloques de hormigón prefabricados entrelazados, en el área norte de Los Ángeles.
El diseño se basa en antiguos templos mayas y junto con otros edificios de Frank Lloyd Wright, como AD German Warehouse en Wisconsin y la Casa Hollyhock de Aline Barnsdall en Hollywood, la Ennis House a veces se conoce como un ejemplo de arquitectura neomaya. Su detalle principal es la ornamentación en relieve de sus 27 000 bloques de granito descompuesto perforados y estampados, inspirados en los relieves simétricos de la arquitectura Puuc en Uxmal.
Desde el 14 de octubre de 1971 está en el Registro Nacional de Lugares Históicos y desde el 3 de marzo de 1976 es un Hito histórico de California y un Monumento Histórico-Cultural de Los Ángeles. De 2011 a 2019, fue propiedad del multimillonario Ronald Burkle.

## Historia
La casa consta de dos edificios, la casa principal y un garaje/apartamento del chófer más pequeño, separados por un patio pavimentado. Se encuentra en el barrio Los Feliz, al sur de Griffith Park. Tiene más de 27.000 bloques dispuestos a través de una plataforma de hormigón y apuntalados por un muro de contención. Aunque el hormigón era inusual para la construcción de viviendas en los años 1920, Wright creía que era prometedor.
A diferencia de la orientación vertical de las otras tres casas de bloques, la Casa Ennis tiene una larga columna de logia horizontal en el lado norte, que conecta las habitaciones públicas y privadas al sur, y es muy grande con 930 m². La cocina, la despensa, la habitación de invitados, el comedor, la sala, el baño principal y el dormitorio, la terraza superior y el segundo baño y el dormitorio se encuentran en el extremo este y en el extremo inferior del edificio principal.
Las dificultades de construcción aumentaron los costos. Inicialmente supervisado por el hijo de Frank Lloyd Wright, Lloyd Wright, los propietarios asumieron la supervisión de la construcción después de que la superestructura llegara a las ventanas. Llevaron a cabo varios cambios, desviándose del diseño original de Wright.
En 1940, la casa fue vendida a la personalidad de los medios John Nesbitt, quien hizo que Wright agregara una piscina en la terraza norte, una sala de billar en la planta baja y un sistema de calefacción.
Aunque originalmente y actualmente se conoce como Ennis House, el edificio fue conocido durante mucho tiempo como Ennis-Brown House, que se convirtió en su nombre en 1980 — en agradecimiento a su donación al Trust for Preservation of Cultural Heritage por Augustus O. Brown, el octavo propietario de la casa (1968-1980). En agosto de 2005, la casa volvió a su nombre original y el Trust for Preservation of Cultural Heritage pasó a llamarse Fundación Ennis House.
Fue durante la propiedad de la Fundación desde 1980 hasta 2011 que la casa se utilizó como lugar de rodaje, lo que la estableció como una de las casas más famosas de Los Ángeles.
El 19 de junio de 2009, la Ennis House Foundation anunció que la casa se ofrecería a la venta con un precio inicial de 15 millones de dólares. Al no encontrar compradores en una economía en recesión, el precio se redujo constantemente, hasta que se vendió al ejecutivo comercial Ron Burkle por poco menos de 4,5 millones de dólares el 14 de julio de 2011. Una condición de la venta es una servidumbre que permite la visualización pública 12 días al año, una condición vinculante para los compradores posteriores. En diciembre de 2018, estaba a la venta por 23 millones de dólares. En 2019, Burkle vendió la casa por 18 millones de dólares.

## Restauración

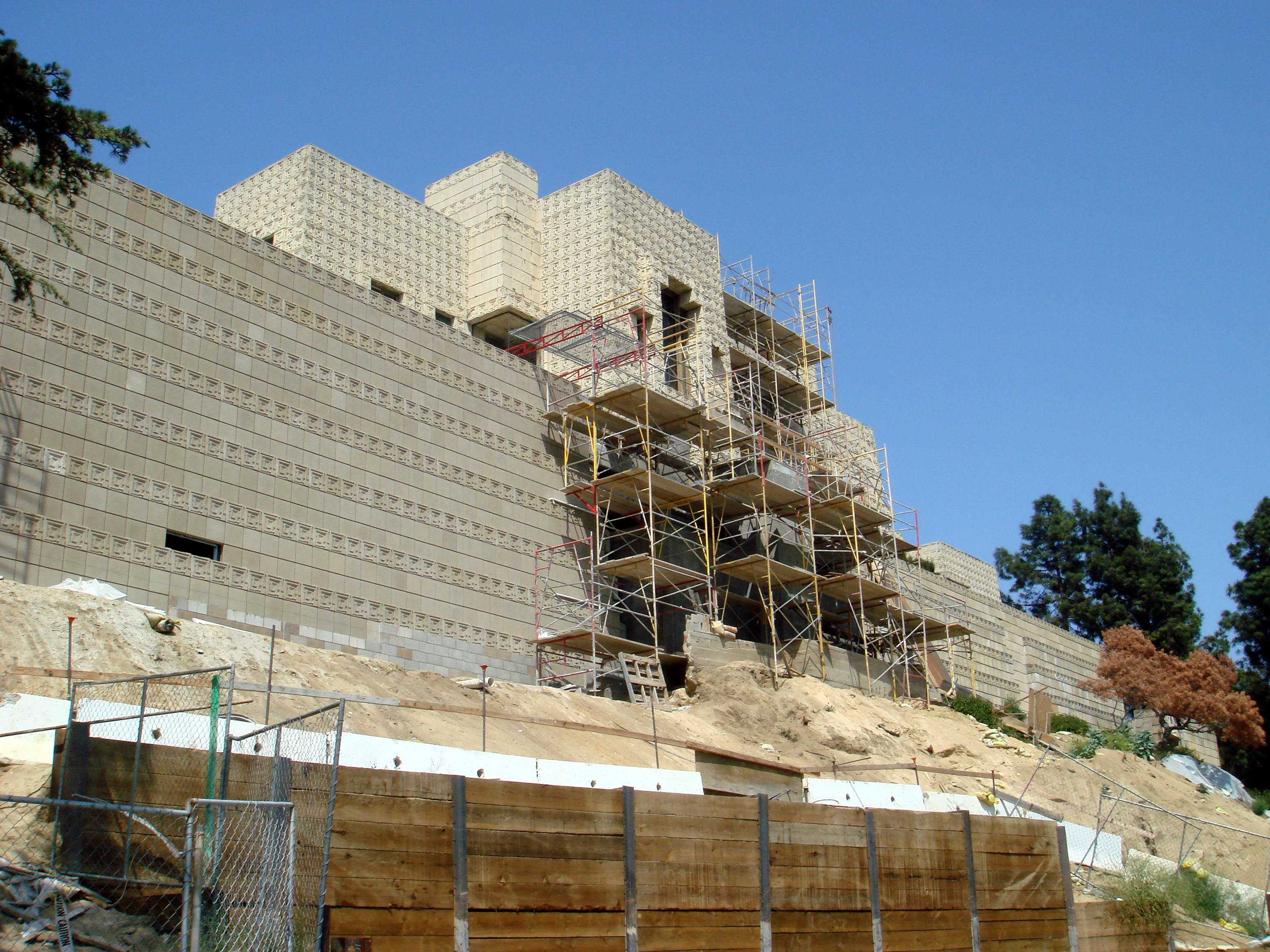
Durante la restauración, mayo de 2007

Incluso antes de su finalización, la Casa Ennis estuvo marcada por la inestabilidad estructural. Los bloques de hormigón se habían agrietado y las secciones inferiores de las paredes se habían doblado bajo tensión. El uso de granito descompuesto del sitio para colorear los bloques textiles introdujo impurezas naturales en la mezcla de concreto y combinado con la contaminación del aire causó una descomposición prematura. Los intentos de aplicar una capa protectora causaron problemas adicionales.
Se produjeron más daños debido al terremoto de Northridge de 1994 y la precipitación récord durante la temporada de lluvias 2004-2005. La Fundación Ennis House había estimado que podría costar millones de dólares solo para estabilizar el edificio y 15 millones de dólares para la restauración completa. Tras las lluvias, el edificio fue etiquetado brevemente en rojo como "sin entrada", pero fue degradado a amarillo, para entrada limitada a fines de 2005. En ese momento, quedaban daños importantes en el muro de contención en la parte trasera sur del edificio. En 2005, la casa se agregó a la lista del National Trust for Historic Preservation de los "11 lugares históricos más amenazados".
En 2006 se emitió una subvención de la Agencia Federal para el Manejo de Emergencias (FEMA), así como un préstamo de construcción 4,5 millones de dólares a través del First Republic Bank, que reinició los esfuerzos de restauración. El proyecto incluyó un nuevo sistema de soporte estructural, restauración o reemplazo de bloques dañados, restauración de ventanas y un nuevo techo. El trabajo de restauración se completó en 2007 a un costo de casi 6,4 millones de dólares. No se hizo ningún anuncio con respecto al acceso del público y la Casa Ennis permanece cerrada a los visitantes públicos.

## Uso en producciones cinematográficas

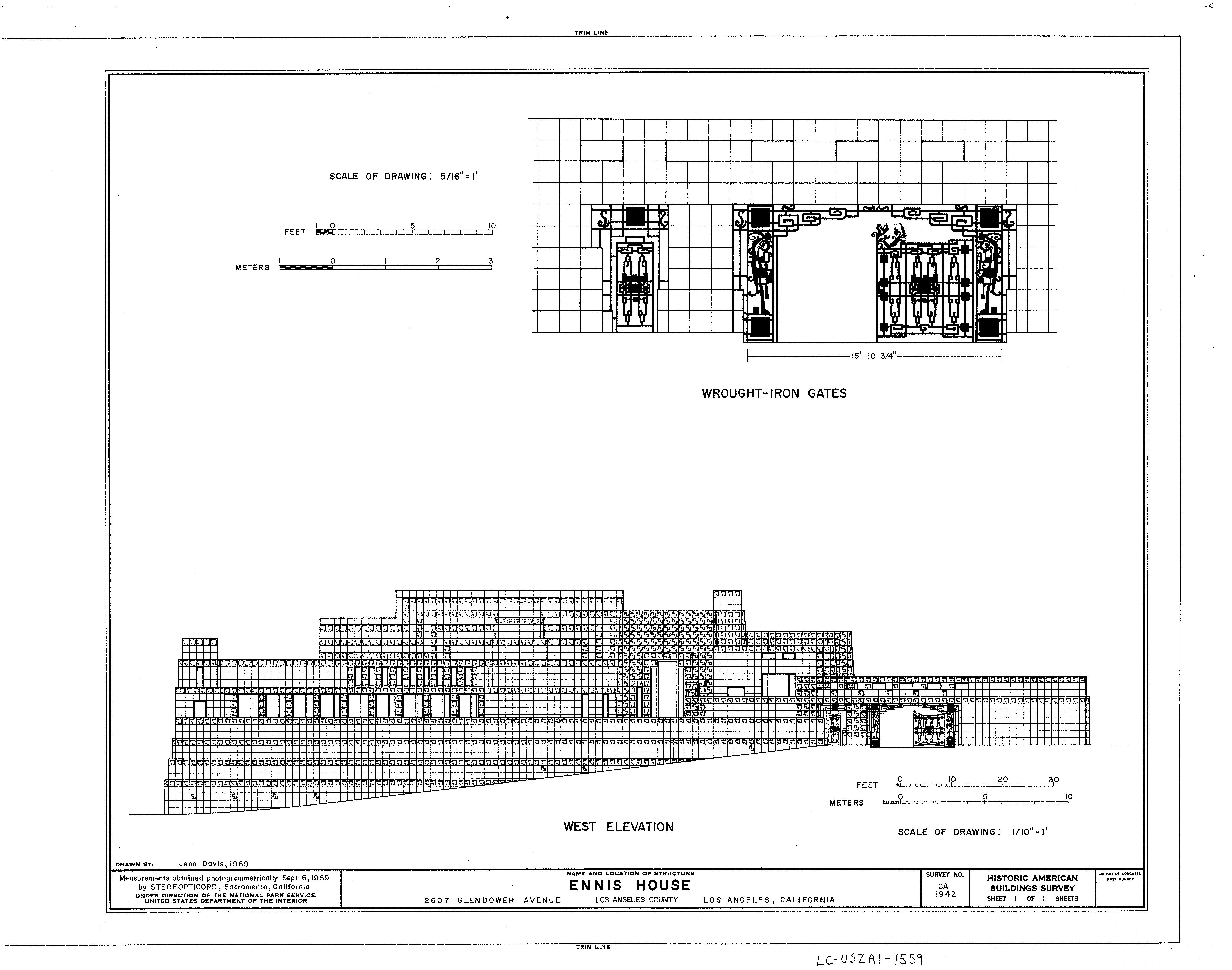
Vista frontal desde el norte

El diseño exótico del edificio lo ha convertido en un lugar atractivo para Hollywood.
Aunque ya se usó como lugar de rodaje en 1933 para la película Female, la casa adquirió fama morbosa por primera vez al proporcionar la fachada exterior de House on Haunted Hill, una película clásica de serie B de 1959. La película de 1975 El día de la langosta también hizo un uso extensivo de la casa como una supuesta residencia privada, pero fue en Blade Runner de 1982 cuando la casa ganó popularidad entre los espectadores. Su exterior también aparece como "La Mansión" ocupada por Angelus, Spike y Drusilla en la serie de televisión Buffy the Vampire Slayer.
También ha sido usada en Mulholland Drive, The Rocketeer, Rush Hour, Predator 2 y Beverly Hills Cop II.

## Estado de referencia
La casa fue incluida como una de las diez mejores casas de todos los tiempos en Los Angeles Times, en una encuesta de expertos en diciembre de 2008, y está incluida en el Departamento del Interior, el Registro Nacional de Lugares Históricos y el Registro Nacional Trust for Historic Preservation es una lista de lugares históricos en peligro de extinción, y está designado como Monumento Histórico de California y Monumento Histórico-Cultural de Los Ángeles.
Marcador de hito histórico de California NO. 1011 en el sitio dice:
- NO. 1011 FRANK LLOYD WRIGHT CASAS DE BLOQUES TEXTILES (TEMÁTICAS), CASA ENNIS - Esta casa fue diseñada por Frank Lloyd Wright y construida en 1924 para Charles y Mabel Ennis. Es una de las cuatro casas de bloques textiles registradas como Landmark No. 1011.